# Dariusz Brodka
Dariusz Andrzej Brodka (ur. 28 sierpnia 1969 w Bielsku-Białej, zm. 2 stycznia 2024) – polski historyk, filolog klasyczny, bizantynolog, profesor nauk humanistycznych.

## Życiorys
Absolwent historii i filologii klasycznej Uniwersytetu Jagiellońskiego. Doktorat w 1998 na podstawie pracy: Idea Rzymu w literaturze rzymskiej późnego antyku. Od 1997 pracownik Instytutu Filologii Klasycznej Uniwersytetu Jagiellońskiego. Od 2005 doktor habilitowany na podstawie pracy: Die Geschichtsphilosophie in der spätantiken Historiographie. Studien zu Prokopios von Kaisareia, Agathias von Myrina und Theophylaktos Simokattes. Profesor UJ od 2010. Od 2005 wicedyrektor Instytutu Filologii Klasycznej UJ. Od 2007 kierownik Zakładu Bizantynistyki i Neohellenistyki Instytutu Filologii Klasycznej Uniwersytetu Jagiellońskiego. W 2017 otrzymał tytuł profesora nauk humanistycznych. Od 1 września 2020 roku pełnił funkcję dyrektora Instytutu Filologii Klasycznej UJ. 

## Zainteresowania naukowe
- historiografia późnoantyczna
- historia wojskowości
- ideologia polityczna w późnym antyku
- panegiryk antyczny

## Wybrane publikacje
- Die Romideologie in der römischen Literatur der Spätantike, Frankfurt am Main 1998, Europäische Hochschulschriften, Reihe XV Klassische Sprachen und Literaturen Bd. 76.
- (współautor) Słownik łacińsko - polski, t. 1-2, Warszawa 2001-2003.
- (współautor) Mały słownik łacińsko - polski, Warszawa 2001.
- (redakcja) Freedom and its limits in the ancient world : proceedings of a colloquium held at the Jagiellonian University Kraków, September 2003, ed. by Dariusz Brodka, Joanna Janik, Sławomir Sprawski, Kraków: Jagiellonian University Press 2003.
- Die Geschichtsphilosophie in der spätantiken Historiographie. Studien zu Prokopios von Kaisareia, Agathias von Myrina und Theophylaktos Simokattes, Frankfurt am Main 2004. Studien und Texte zur Byzantinistik 5.
- (redakcja) Continuity and change. Studies in late antique historiography, ed. by Dariusz Brodka and Michał Stachura, Kraków: Jagiellonian University Press 2007.
- Ammianus Marcellinus. Studien zum Geschichtsdenken im 4. Jahrhundert n. Chr., Kraków: Wydawnictwo Uniwersytetu Jagiellońskiego 2009.
- Prokopiusz z Cezarei, Historia wojen, t. 1, Wojny z Persami i Wandalami. Z języka greckiego przełożył, wstępem poprzedził, komentarzem opatrzył Dariusz Brodka, Kraków 2013.  ISBN 978-83-62261-78-9.
- Prokopiusz z Cezarei, Historia wojen, t. 2, Wojny z Gotami. Z języka greckiego przełożył, wstępem poprzedził, komentarzem opatrzył Dariusz Brodka, Kraków 2015.  ISBN 978-83-62261-91-8.